# Béthencourt-sur-Mer
Béthencourt-sur-Mer là một xã ở tỉnh Somme, vùng Hauts-de-France, Pháp.

## Địa lý
Thị trấn này tọa lạc trên giao lộ giữa đường D19 và đường D229, khoảng 3 dặm Anh so với bờ biển và 18 dặm Anh về phía tây của Abbeville.

## Dân số
| 1962                                                           | 1968 | 1975 | 1982 | 1990 | 1999 |
| -------------------------------------------------------------- | ---- | ---- | ---- | ---- | ---- |
| 1002                                                           | 1120 | 1163 | 1074 | 1024 | 997  |
| Số liệu điều tra dân số từ năm 1962, dân số không tính hai lần |      |      |      |      |      |